# Amphoe Bang Yai
Amphoe Bang Yai (Thai: อำเภอ บางใหญ, Aussprache: [ʔāmpʰɤ̄ː bāːŋ jàj]) ist ein Landkreis (Amphoe) der Provinz Nonthaburi. Die Provinz Nonthaburi liegt in der Mitte von Zentralthailand, nordwestlich von Bangkok. 

## Geographie
Die benachbarten Amphoe sind im Uhrzeigersinn von Norden aus: Sai Noi, Bang Bua Thong, Mueang Nonthaburi, Bang Kruai und Phutthamonthon (in der Provinz Nakhon Pathom).
Der Bang Yai-Kanal ist der direkte Wasserweg zwischen Bangkok und Nakhon Pathom. In mehreren Nirat-Dichtungen haben Sunthorn Phu, Nai Mi und Prinz Nuam den Verlauf und die Orte am Kanal beschrieben: Ban Bu, Ban Khun Non, Bang Bamru, Bang Ramat, Bang Khwang, Bang Kruai, Bang Oei Chang, Bang Khanun, Ban Khun Koeng, Bang Chin, Ban Nai Krai, Bang Ranok, Bang Khu Wiang und Bang Muang.

## Geschichte
In der ersten Hälfte des 19. Jahrhunderts befand sich am Kanal Bang Yai eine Zollstelle (dan) sowie ein Steuerbüro. Der Kanal führte im Winter wenig Wasser, so dass die Boote getreidelt werden mussten. Der Preis betrug 1/4 Baht pro Boot. Die Umgegend war flach und baumlos; es befand sich nur wenig kultivierter Boden am eher sumpfigen Ufer. Am Ende des Kanals befand sich bei Lan Tak Fa ein weiteres Zollhaus. Stromab gab es dann nur ein laotisches Dorf bei Ban San Prathuan (Ngiw Rai) mit einer Destillation. 
Der Distrikt Bang Yai wurde 1917 als Unterbezirk (King Amphoe) geschaffen, indem er von den Distrikten Bang Kruai und Bang Bua Thong abgetrennt wurde. Er bekam 1921 den vollen Amphoe-Status. Der ursprüngliche Name war Bang Maenang, und am 19. Oktober 1930 wurde er in Bang Yai umbenannt, dem ursprünglichen Namen des Landkreises Bang Kruai.

## Wirtschaft
- Ausgewählte OTOP-Produkte des Landkreises:
  - Bencharong-Keramik („Fünf-Farben-Keramik“, เบญจรงค์)[4]
  - Bencharong-Schmuck (เครื่องประดับเบญจรงค์)
  - Kosmetik-Produkte[5]

## Verkehr
Am 6. August 2016 wurde die violette Linie, offiziell Chalong-Ratchatham-Linie der Metrolinie eröffnet. Außerdem durchquert die Thanon Kanchanaphisek als Teil der äußeren Bangkoker Ringstraße, Bang Yai.

## Sehenswürdigkeiten

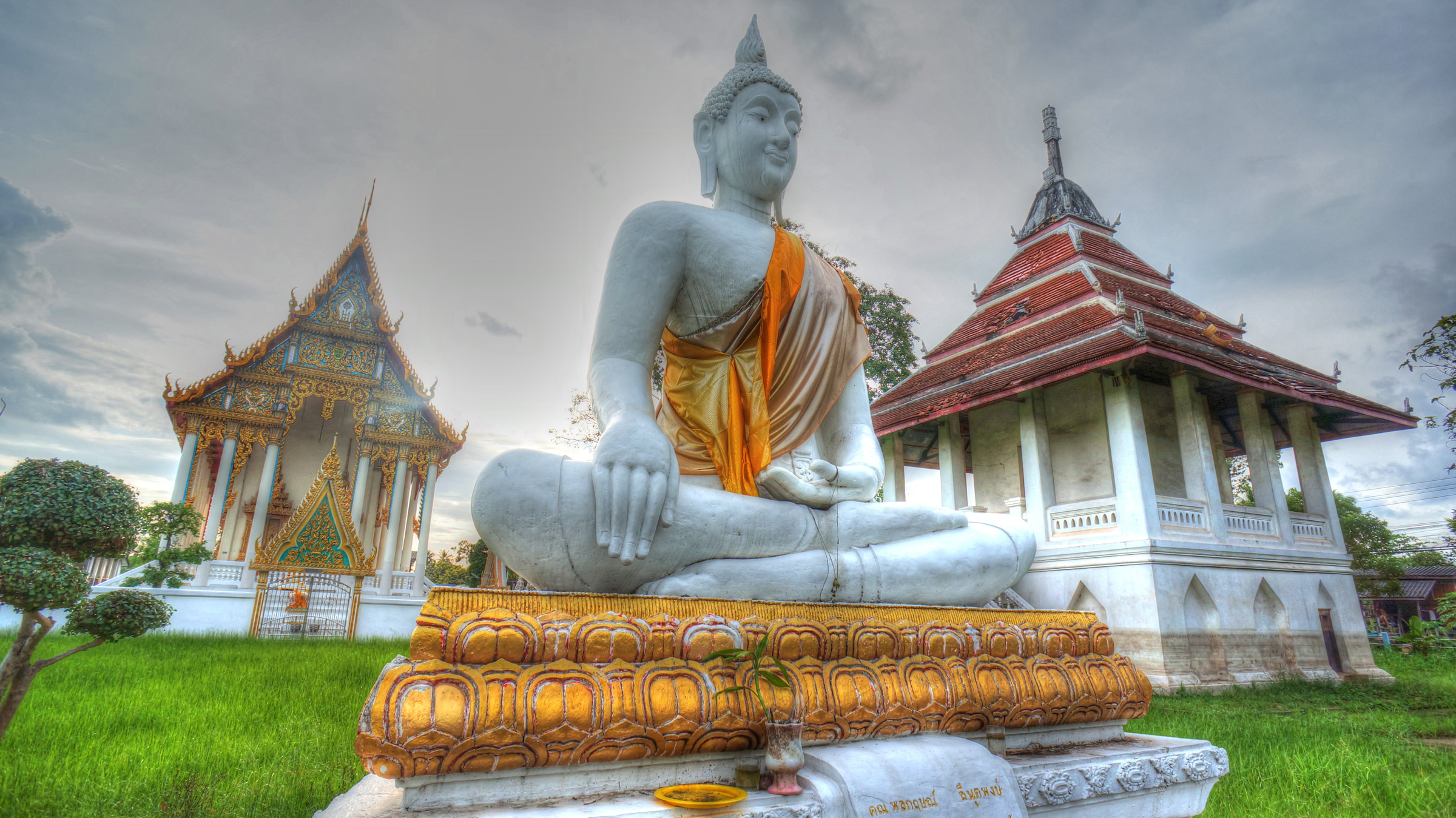
Wat Amphawan

In Bang Yai mündet der Khlong Om in den Khlong Bangkok Noi (Khlong=Kanal). Zum Sonnenaufgang kommen hier Händler und verkaufen ihre Waren auf dem schwimmenden Markt, wie es früher in Bangkok üblich war, als noch zahlreiche Wasserstraßen die Stadt durchzogen.
- Wat Amphawan (วัดอัมพวัน)[6]
- Wat Anek Dittharam (วัดเอนกดิษฐาราม)
- Wat Prang Luang (วัดปรางค์หลวง)
- Wat Pracha Rangsan (วัดประชารังสรรค์)

## Verwaltung

### Provinzverwaltung
Der Landkreis Bang Yai ist in sechs Tambon („Unterbezirke“ oder „Gemeinden“) eingeteilt, die sich weiter in 69 Muban („Dörfer“) unterteilen.
| Nr. | Name          | Thai     | Muban | Einw.  |
| --- | ------------- | -------- | ----- | ------ |
| 01. | Bang Muang    | บางม่วง   | 15    | 14.528 |
| 02. | Bang Mae Nang | บางแม่นาง | 18    | 39.749 |
| 03. | Bang Len      | บางเลน   | 11    | 16.460 |
| 04. | Sao Thong Hin | เสาธงหิน  | 08    | 34.865 |
| 05. | Bang Yai      | บางใหญ่   | 06    | 16.966 |
| 06. | Ban Mai       | บ้านใหม่   | 11    | 08.258 |

### Lokalverwaltung
Es gibt fünf Kommunen mit „Kleinstadt“-Status (Thesaban Tambon) im Landkreis:
- Ban Bang Muang (Thai: เทศบาลตำบลบ้านบางม่วง) bestehend aus Teilen des Tambon Bang Muang.
- Bang Len (Thai: เทศบาลตำบลบางเลน) bestehend aus Teilen des Tambon Bang Len.
- Sao Thong Hin (Thai: เทศบาลตำบลเสาธงหิน) bestehend aus Teilen des Tambon Sao Thong Hin.
- Bang Muang (Thai: เทศบาลตำบลบางม่วง) bestehend aus den Teilen der Tambon Bang Muang, Bang Len, Sao Thong Hin.
- Bang Yai (Thai: เทศบาลตำบลบางใหญ่) bestehend aus den Teilen der Tambon Bang Mae Nang, Bang Yai, Ban Mai.

Außerdem gibt es drei „Tambon-Verwaltungsorganisationen“ (องค์การบริหารส่วนตำบล – Tambon Administrative Organizations, TAO)
- Bang Mae Nang (Thai: องค์การบริหารส่วนตำบลบางแม่นาง) bestehend aus Teilen des Tambon Bang Mae Nang.
- Bang Yai (Thai: องค์การบริหารส่วนตำบลบางใหญ่) bestehend aus Teilen des Tambon Bang Yai.
- Ban Mai (Thai: องค์การบริหารส่วนตำบลบ้านใหม่) bestehend aus Teilen des Tambon Ban Mai.